# Courcelles-Epayelles
Courcelles-Epayelles è un comune francese di 192 abitanti situato nel dipartimento dell'Oise della regione dell'Alta Francia.

## Società

### Evoluzione demografica
Abitanti censiti